# Ariarathes IX

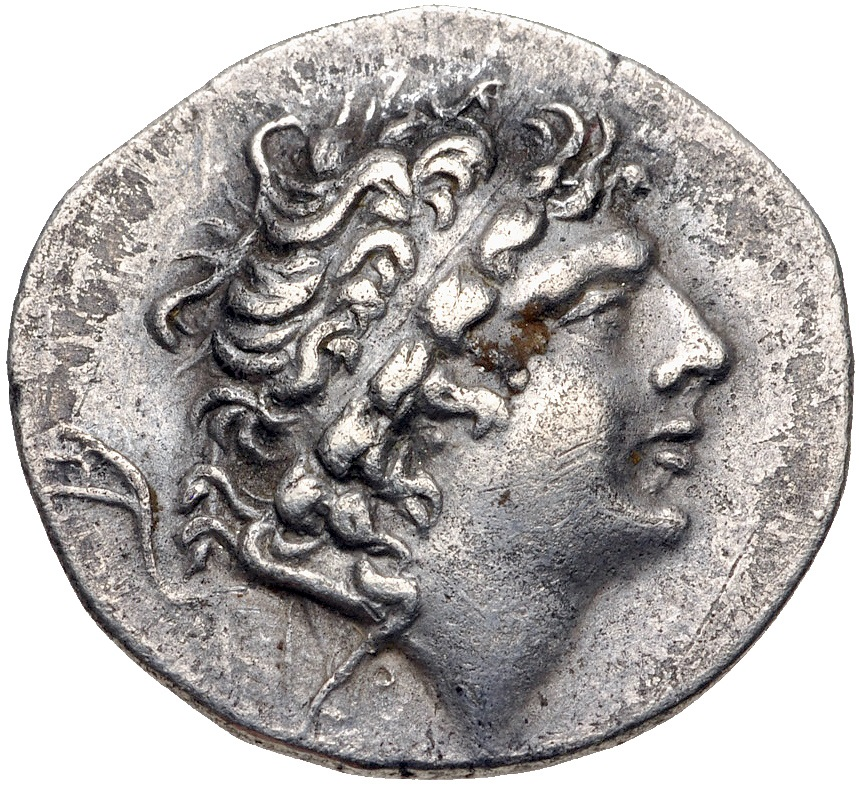
Drachme van Ariarathes IX

Ariarathes IX was de zoon van Mithridates VI van Pontus en droeg de titel koning van Cappadocië tussen 100 en 85 v.Chr. Hij was acht jaar toen hij de troon besteeg.

## Achtergrond
Mithridates VI kwam in conflict met zijn schoonbroer Ariarathes VI, koning van Cappadocië, liet hem in 116 vermoorden en schoof zijn stroman Gordius naar voor. Gordius werd door zijn zus Laodice en haar zoon Ariarathes VII verworpen. Op zijn beurt werd Ariarathes VII in 101 v.Chr. vermoord. Nu zette Mithridates VI zijn eigen zoon op de troon met Gordius als regent. Nicomedes III van Bithynië, die getrouwd was met de dochter van Laodice, ging zijn verhaal halen bij de Romeinen. De Romeinen kwamen tussen en zetten hun eigen stroman in 95 op de troon, Ariobarzanes I van Cappadocië.
Mithridates VI op zijn beurt ging steun vragen bij zijn schoonzoon Tigranes II van Armenië, die in 93 Cappadocië veroverde. Intussen was Nicomedes III gestorven en opgevolgd door zijn zoon Nicomedes IV van Bithynië en waren de Romeinen verzeild geraakt in een burgeroorlog. Kortstondig nam Ariarathes IX zijn plaats terug in. De moord op 80 000 Romeinen door Mithridates VI in 88 v.Chr. was de aanzet tot de Eerste Mithridatische Oorlog.
In 85 v.Chr. werd Ariarathes IX vergiftigd en vervangen door Ariobarzanes I.